# Palazzo Comunale (San Gimignano)

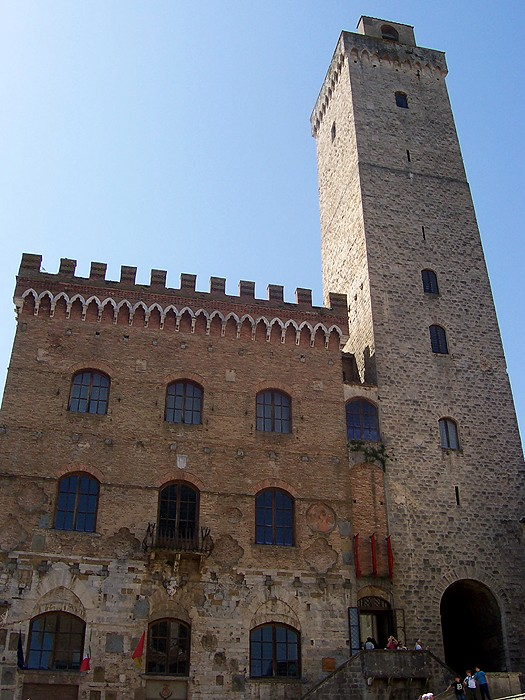
Palazzo Comunale in San Gimignano

Der Palazzo Comunale von San Gimignano liegt in der Toskana, Italien. Er ist auch als Palazzo del Popolo oder Palazzo Nuovo del Podestà bekannt. Er befindet sich an der Piazza del Duomo, neben der Stiftskirche Collegiata di Santa Maria Assunta, zwischen dem Torre Grossa und der Loggia del Comune. Der Palazzo beherbergt heute das städtische Museum (italienisch Musei Civici di San Gimignano) mit bedeutenden Kunstwerken der florentinischen und sienesischen Schule aus dem 13. bis 16. Jahrhundert, mit Künstlern wie Coppo di Marcovaldo, Lippo Memmi, Benozzo Gozzoli, Filippino Lippi, Sodoma, Pinturicchio und Azzo di Masetto.

## Geschichte

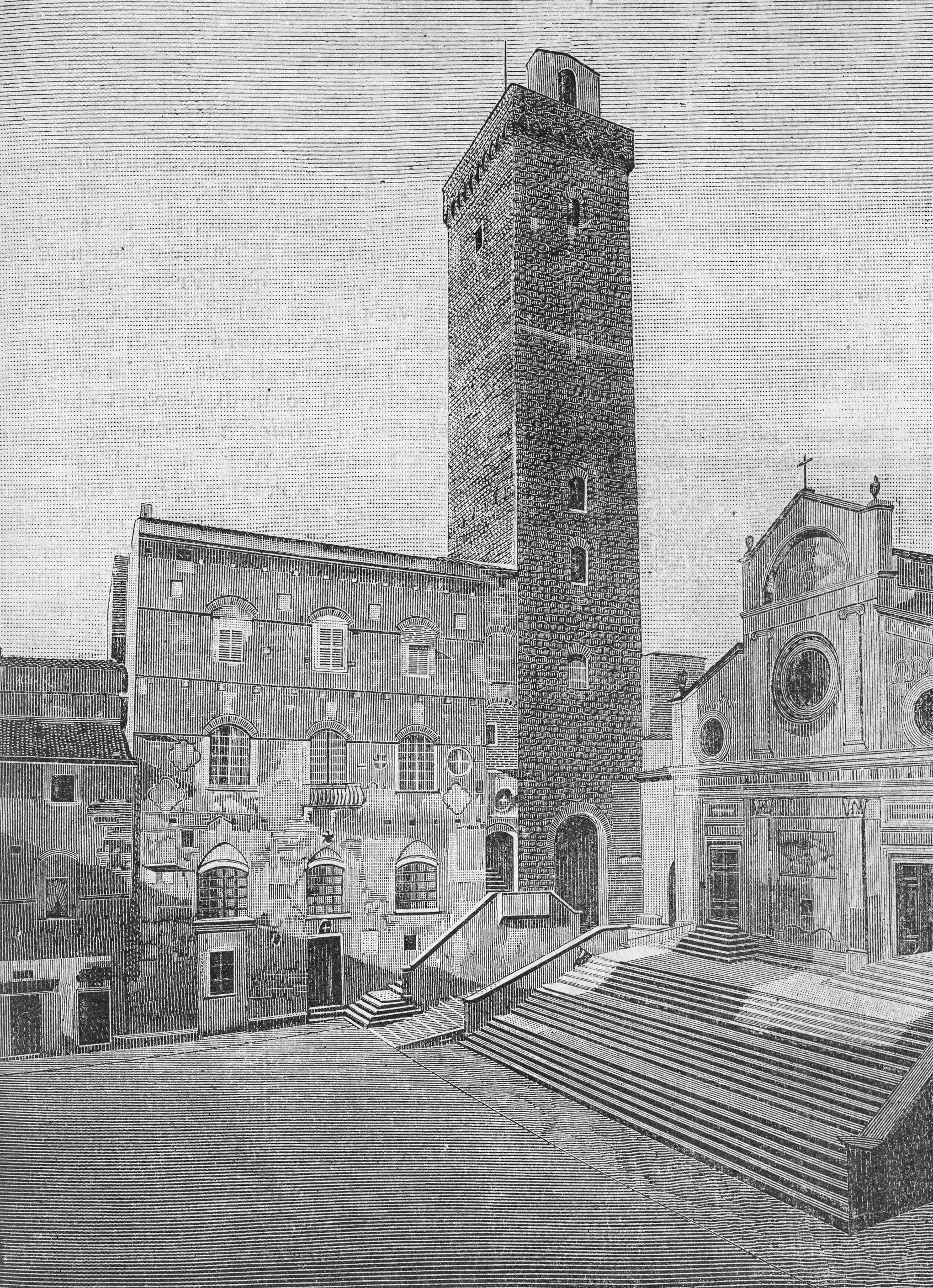
Palazzo Comunale mit Collegiata di Santa Maria Assunta, Xylographie von 1899

Der Palazzo Communale dominiert die Südseite des Domplatzes (Piazza del Duomo) von San Gimignano, an dem er 1288 unter dem Namen „Palazzo Nuovo del Podestà“ (Neuer Palast des Podestà) errichtet wurde. Der Podestà war ein bestellter Gouverneur, der eine Gemeinde oder ein Gebiet führte und in seiner Stellung etwa dem Stadtvogt oder Landvogt entsprach. Der alte Palast des Podestà von 1239, der an der Nordseite des Domplatzes liegt, wurde aufgegeben und diente ab 1358 als Unterkunft für Gesandtschaften. Das Wahrzeichen des Palazzo del Commune ist der Große Turm (Torre Grossa) dem ehemaligen Wohnsitz des Podestà. Am 18. April 1300 sprach Dante Alighieri im Ratssaal (Sala del Consiglio) des Palazzos, dem heutigen Sala del Dante, vor dem Podestà und dem Rat. Er wurde von den Florentinern als Botschafter des Welfenbundes (Lega Guelfa) entsandt, um für diesen zu werben. Der Palazzo wurde 1323 durch einen Hof sowie einen doppelten, zum Ratssaal hin gewandten Treppenaufgang vergrößert. Dem Turm wurde ein kleiner Campanile mit drei Glocken hinzugefügt, mit denen die Bewohner zu Versammlungen gerufen wurden. 1325 wurde im Ratssaal gegen den Willen des Herzogs von Lucca, Castruccio Castracani, der Anschluss an den Welfenbund beschlossen. Mit der Pest von 1348 begann der Niedergang der Stadt. 1351 gab San Gimignano  seine Autonomie auf und beugte sich der Übermacht von Florenz. Danach spielte die Stadt keine signifikante, eigenständige Rolle mehr in der toskanischen Politik und im Palazzo del Commune fanden keine bedeutenden historische Ereignisse mehr statt.
Der Pallazzo verfiel zunehmend in der darauffolgenden Zeit. 1852 wurde in dem Gebäude das städtische Museum (Musei Civici di San Gimignano) untergebracht und 1882 erfolgte durch Giuseppe Partini ein Umbau und eine Bekrönung aus rechteckigen Zinnen wurde angelegt, was das ursprüngliche Aussehen des Palazzos stark veränderte.

## Sala del Dante

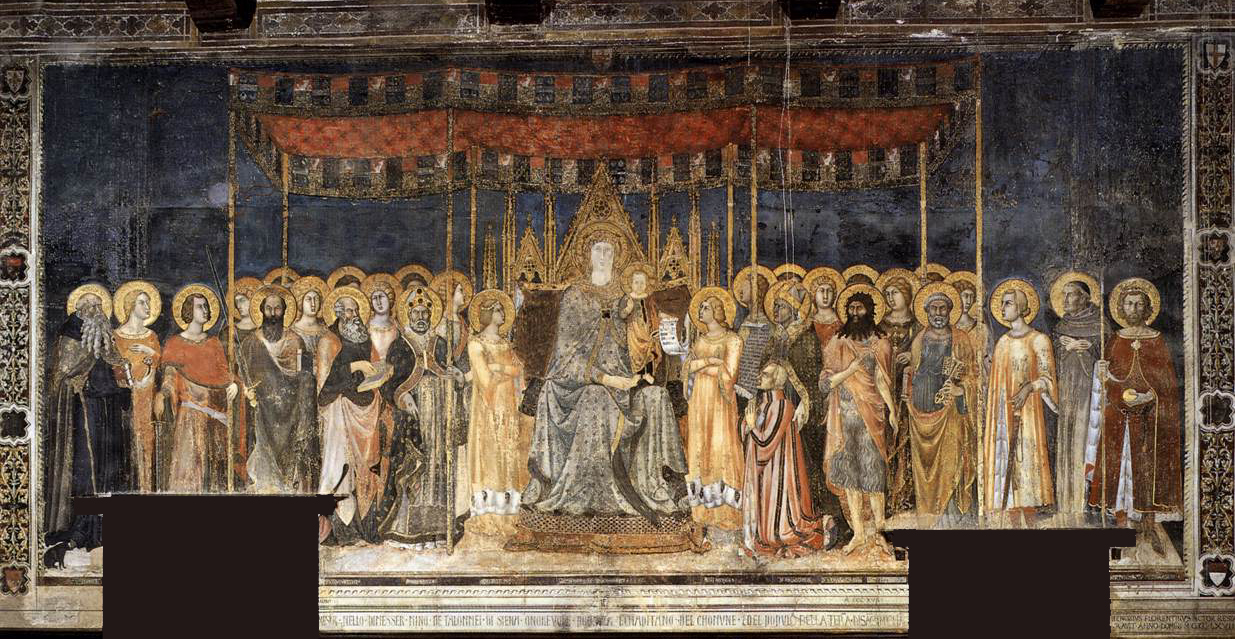
Madonna in Majestät von Lippo Memmi (1317)

Der Saal beherbergt einen Freskenzyklus vom Ende des 13. Jahrhunderts (um 1290). Dieser zeigt Ritterturniere und Jagdszenen, die Karl von Anjou (Carlo d'Angiò) gewidmet sind. Karl von Anjou ist an der Wand gegenüber des Eingangs dargestellt, während einige Figuren ihm Falken als Geschenk anbieten. Die Fresken werden dem Florentiner Maler Azzo di Masetto zugeschrieben. An der rechten Wand ist die Thronende Madonna mit Kind (Maestà) von Lippo Memmi aus dem Jahr 1317 zu sehen. Lippo Memmi war ein Anhänger von Simone Martini und gehörte zur sienesischen Schule. Lippo Memmis wurde wohl für sein Fresko der Thronenden Madonna von Simone Martinis Madonna von 1315 im Palazzo Pubblico in Siena inspiriert.

## Camera del Podestà
Der sogenannte Raum des Podestà ist vollständig mit Fresken bemalt. Sie stammen vom Beginn des 14. Jahrhunderts (zwischen 1305 und 1311) und werden Memmo di Filipuccio, dem Vater von Lippo Memmis, zugeschrieben. Die Fresken zeigen eine Erzählung mit Liebesszenen, welche die positive und negative Folgen der Einführung eines jungen Mannes in die Liebe darstellen. Weiter beinhaltet der Raum eine Reihe moralischer Anekdoten (Exempla), die an den Podestà gerichtet sind. Dieser soll sich nicht der Korruption hingeben d. h. institutionellen Aufgaben Vorrang vor der Verführung der Sinne geben.
Die Fresken wurden mehrfach übermalt und wurden in den 1920er Jahren unter mehreren Farbschichten wiederentdeckt und einer ersten Restaurierung unterzogen. In den 1970er Jahren folgte eine weitere Restaurierungkampagne, welche die Erhaltung der Fresken bis heute gewährleistet. Die jüngste Restaurierungskampagne der Gemälde der Camera del Podestà im Jahr 2010 diente auch der Neugestaltung des Raumes.

## Salone della Pinacoteca

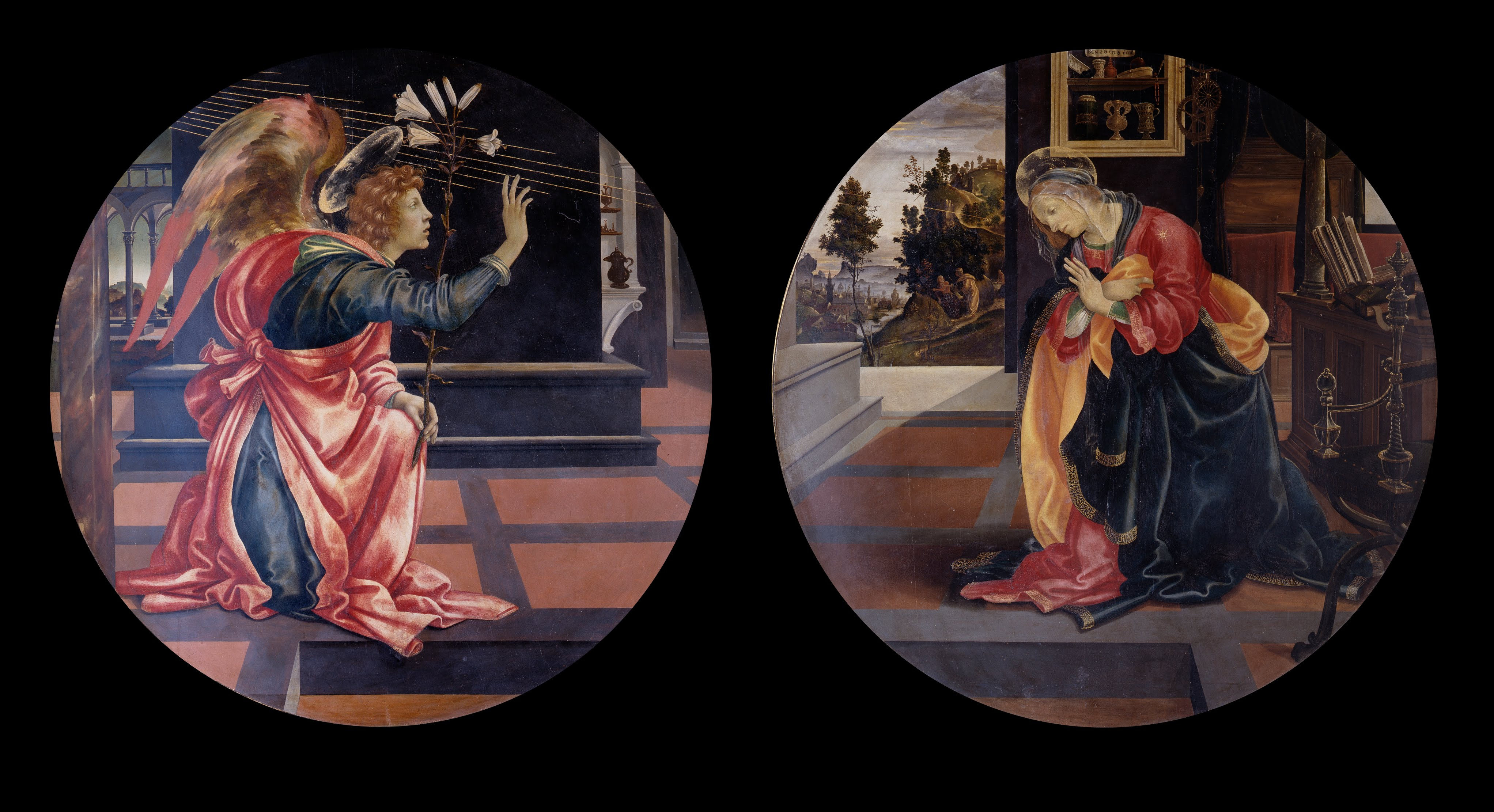
Tondi von Filippino Lippi

Im zweiten Stock des Palazzo befindet sich die Pinakothek. Hier sind eine Reihe wertvoller Gemälde der florentinischen und sienesischen Schule aus dem 14. und 15. Jahrhundert ausgestellt. Zu den wichtigsten ausgestellten Künstlern gehören Filippino Lippi mit zwei Tondi mit Darstellungen aus der Verkündigung und Benozzo Gozzoli mit einem in Tempera auf Holz ausgeführten Werk, das die Madonna mit dem Kind, zwei Engel und den Heiligen Augustinus zeigt. Von Pinturicchio (Bernardino di Betto) ist eine Altartafel von 1551 zu sehen, mit Darstellungen der Himmelfahrt Marias sowie des Papstes Gregor der Große und von Sankt Benedikt. Weiter sind Werke von Benedetto da Maiano ausgestellt.